# 丹尼尔·索兰德
丹尼尔·索兰德（Daniel Carlsson Solander、Daniel Charles Solander，1733年2月19日—1782年5月13日）为瑞典自然学家卡尔·林奈的学徒

## 生平
1733年2月19日，索兰德出生于瑞典诺尔兰皮特奥，是一个路德教会学校的校长，牧师卡尔·索兰德（Rev．Carl Solander）和 Magdalena née Bostadia 之子。
索兰德最初在1750年7月进入乌普萨拉大学学习语言学，古典文学和法律。当时，学校的植物学教授卡尔·林奈对年轻的索兰德的能力印象深刻，因此他劝说索兰德的父亲让他学习博物学。索兰德在1760年6月去英国之后改进了林奈分类系统。1763年二月，他在大英博物馆开始编辑馆内博物学收藏的目录，并且在次年六月入选为皇家学会的会员。
1768年时，索兰德拿到了大英博物馆的休假许可，然后带着他的助手Herman Spöring随同约瑟夫·班克斯（Joseph Banks）去詹姆斯·库克第一次航向太平洋的奋进号上。这些植物学家启发了库克的远征队在澳大利亚登陆的第一个地点被命名为植物学家湾（Botanist Bay ）（这个海湾在之后更名为植物湾（Botany Bay)）。奋进号在大堡礁里受损后，奋进号停靠在现今被称为库克镇（Cooktown）将近七个礼拜的时间里，索兰德帮助制作和描述了很多澳大利亚的重要收集品。这些收集品之后成为了《班克斯的花谱》( Banks' Florilegium)的基础。
索兰德与库克和班克斯一起回到伦敦后他成为了第一个环绕地球一圈的瑞典人。
当他们于1771年返回的时候，索兰德继续他在大英博物馆的工作，同时也和班克斯合作制作花谱。1772年，他陪同班克斯航行到冰岛，赫布里底群岛和奥克尼群岛。从1773年一直到1782年他都担任大英博物馆的博物学部门的管理人。1773年时，索兰德被选为瑞典皇家科学院的外籍会员。
索兰德发明了一种被称为索兰德盒的书状箱子，直到现在仍然在图书馆和档案馆作为保存印刷物，图画，植物标本和一些手稿最合适的一种方法。
索兰德在1782年5月13日，早上九点三十分，因中风死于班克斯位于索霍广场的家中。
在隔天对他进行的尸体解剖中发现，他的脑部出血。

## 遗产
因为索兰德不多的出版物数量和他过早逝世的原因，他的名声不怎么闻名于世。虽然他已经详细的准备了从奋进号的航行中收集的大部分植物物种描述，但是考虑到约瑟夫·班克斯因为要完成超过700个雕版而暂时停止出书。然而，在索兰德逝世后，作为皇家学会会长的班克斯放弃了出版《花谱》的计划。如果他出版的话，索兰德死后肯定能得到不错的名声。据说班克斯对待索兰德和Jonas Dryander就像是他的雇员而不是和他一样，是对植物学做出同等贡献的植物学家。然而很清楚的是，班克斯和索兰德的关系是非常紧密的，班克斯为他承担了他所有的支出，甚至帮助他在瑞士的亲戚。1784年时，他写信告诉Johan Alströmer关于索兰德的死讯时，他表示:“我太早失去了一个朋友，在我风华正茂的时候我很爱他，但是现在我永远失去了他，在我死之前，我希望能找到他的死因。每当我想到他的死我都感到极度的痛苦。”在他生命的最后十年里他仍然担任大英博物馆的雇员，但同时也被班克斯雇用帮助他做一些搜集工作。班克斯和罗伯特·布朗之间的关系则更多是形式上的。
位于伦敦最东部的索兰德花园（Solander Gardens）就是以索兰德的名字命名的，同样位于新西兰南部的索兰德群岛和博特尼湾国家公园的索兰德角也是以他的名字命名的。其中一个以他的名字命名纪念的植物是Nothofagus solandri。索兰德在库克船长环球航行的船上帮助班克斯绘制的许多奇特而稀有的植虫类植物插图被late John Ellis收集整理后在他死后的1786年出版。
在索兰德出生的皮特奥镇的索兰德科学公园里居住着很多清洁技术（cleantech）公司和研究组织。